# Triglochinura langei
Triglochinura langei is een hooiwagen uit de familie Gonyleptidae.